# آصف سیمهونی
آصف سیمهونی (انگلیسی: Asaf Simhoni; ۹ اکتبر ۱۹۲۲ – ۶ نوامبر ۱۹۵۶) یا عاصف سیمهونی سرلشکر نیروهای دفاعی اسرائیل بود، که در فاصله سال‌های ۱۹۵۲ تا ۱۹۵۴ به‌عنوان فرمانده ستاد فرماندهی شمالی اسرائیل فعالیت می‌کرد و از ۱۹۵۵ تا ۱۹۵۶ فرماندهی جنوبی اسرائیل را برعهده داشت.
سیمهونی فعالیت نظامی را از سال ۱۹۳۸ در پالماخ آغاز کرد، سپس به هگانا پیوست و پس از شکل‌گیری ارتش اسرائیل فعالیت در این سازمان را ادامه داد. وی از ۱۹۴۷ تا ۱۹۴۸ فرمانده تیپ ۱۱ یفتاح بود، از ۱۹۴۸ تا ۱۹۴۹ فرماندهی تیپ گولانی را برعهده داشت و در فاصله سال‌های ۱۹۴۹ تا ۱۹۵۱ به‌عنوان جانشین فرماندهی شمالی اسرائیل فعالیت می‌کرد.
در ۶ نوامبر ۱۹۵۶، پس از اتمام رژه پیروزی در شرم‌الشیخ، سیمهونی با یک هواپیمای کوچک به الطور پرواز کرد تا از واحدهای دیگر بازدید کند. هواپیمای او هنگام غروب از الطور به سمت پایگاه هوایی رامات دیوید پرواز کرد. قصد او دیدار با خانواده‌اش در تل یوسف و گوا بود. با این حال، به دلیل شرایط نامساعد جوی و دید کم، هواپیما از مسیر خود منحرف شد و در محوطه قلعه صلیبیون به قلعه عجلون، در اردن سقوط کرد و او به همراه یکی از معاونینش و خلبان در این حادثه کشته شدند.